# Agulo
Agulo es un municipio español perteneciente a la isla de La Gomera, en la provincia de Santa Cruz de Tenerife, comunidad autónoma de Canarias. Se encuentra situado al norte de la misma, entre los valles y municipios de Hermigua y Vallehermoso, siendo con sus 25,39 km² de superficie el término municipal más pequeño de la isla. Con una población de 1085 habitantes (INE 2022) es el municipio menos poblado de las cuatro islas que conforman la provincia.
Está catalogado como uno de Los Pueblos Más Bonitos de España desde el año 2021 y pertenece desde entonces a la asociación homónima.

## Toponimia
Diversas teorías intentan explicar el origen de la denominación del municipio. Una de ellas sostiene que Agulo deriva de un vocablo aborigen que significaba «Agua que cae de lo alto en forma de cascada o catarata». Sabino Berthelot lo relacionó con el topónimo bereber «Angulu» el cual da nombre a un cabo y pueblo de Marruecos.
Otra versión apunta hacia una voz bereber distinta «a-wal-u», que significaría «lugar cortado». 
Por su parte el historiador Viera y Clavijo sugirió que los colonizadores dieron el nombre de Agulo a este lugar «por ser un valle que solo tiene dos entradas angostas».

## Símbolos

### Escudo
El escudo heráldico del municipio fue aprobado por Orden de 27 de mayo de 2002 del Gobierno de Canarias, siendo su descripción: «En campo de azur un león alado pasante y nimbado de oro. Al timbre la Corona Real de Oro».
El león alado es el símbolo del patrón de la localidad, San Marcos Evangelista, mientras que el oro de su nimbado se relaciona con el producto agrícola más importante de Agulo, el plátano.

### Bandera
La bandera de Agulo fue igualmente aprobada por Orden de 27 de mayo de 2002, siendo un «paño rectangular de seda, tafetán, raso, lanilla o fibra sintética, según los casos, cuya longitud es vez y media mayor que su ancho, de color azul; con una franja diagonal, de color amarillo, que va desde el ángulo superior del asta hasta el inferior del batiente, y de anchura una quinta parte del total de la anchura del paño. Si la bandera ostentara el escudo heráldico del municipio, éste deberá colocarse en el centro del paño».

## Geografía
Está situado en el nordeste de la isla, limitando con los municipios de Hermigua y Vallehermoso.
Tiene una extensión de 25,39 km², poseyendo una longitud de costa de 8,55 km.[cita requerida]
La altitud de su centro urbano es de unos 200 metros sobre el nivel del mar, alcanzando el municipio una altitud máxima de 1360 m s. n. m. en la cumbre central de la isla.

### Clima
| Parámetros climáticos promedio de Agulo (1991-2021) | Parámetros climáticos promedio de Agulo (1991-2021) | Parámetros climáticos promedio de Agulo (1991-2021) | Parámetros climáticos promedio de Agulo (1991-2021) | Parámetros climáticos promedio de Agulo (1991-2021) | Parámetros climáticos promedio de Agulo (1991-2021) | Parámetros climáticos promedio de Agulo (1991-2021) | Parámetros climáticos promedio de Agulo (1991-2021) | Parámetros climáticos promedio de Agulo (1991-2021) | Parámetros climáticos promedio de Agulo (1991-2021) | Parámetros climáticos promedio de Agulo (1991-2021) | Parámetros climáticos promedio de Agulo (1991-2021) | Parámetros climáticos promedio de Agulo (1991-2021) | Parámetros climáticos promedio de Agulo (1991-2021) |
| Mes                                                 | Ene.                                                | Feb.                                                | Mar.                                                | Abr.                                                | May.                                                | Jun.                                                | Jul.                                                | Ago.                                                | Sep.                                                | Oct.                                                | Nov.                                                | Dic.                                                | Anual                                               |
| --------------------------------------------------- | --------------------------------------------------- | --------------------------------------------------- | --------------------------------------------------- | --------------------------------------------------- | --------------------------------------------------- | --------------------------------------------------- | --------------------------------------------------- | --------------------------------------------------- | --------------------------------------------------- | --------------------------------------------------- | --------------------------------------------------- | --------------------------------------------------- | --------------------------------------------------- |
| Temp. máx. media (°C)                               | 17.6                                                | 17.4                                                | 18.1                                                | 18.7                                                | 19.9                                                | 21.8                                                | 23.4                                                | 24.2                                                | 23.7                                                | 22.4                                                | 20.3                                                | 18.7                                                | 20.5                                                |
| Temp. media (°C)                                    | 16.5                                                | 16.2                                                | 16.9                                                | 17.4                                                | 18.7                                                | 20.6                                                | 22.2                                                | 23                                                  | 22.6                                                | 21.3                                                | 19.2                                                | 17.6                                                | 19.4                                                |
| Temp. mín. media (°C)                               | 15.2                                                | 15                                                  | 15.6                                                | 16.2                                                | 17.6                                                | 19.5                                                | 21.2                                                | 22                                                  | 21.5                                                | 20.1                                                | 18.1                                                | 16.4                                                | 18.2                                                |
| Precipitación total (mm)                            | 18                                                  | 21                                                  | 21                                                  | 10                                                  | 3                                                   | 0                                                   | 0                                                   | 1                                                   | 4                                                   | 19                                                  | 18                                                  | 44                                                  | 159                                                 |
| Fuente: Climate-data.org                            |                                                     |                                                     |                                                     |                                                     |                                                     |                                                     |                                                     |                                                     |                                                     |                                                     |                                                     |                                                     |                                                     |

### Espacios protegidos
El municipio cuenta con superficie de los espacios naturales protegidos del parque nacional de Garajonay y del monumento natural de Roque Blanco.
Estos espacios se incluyen además en la Red Natura 2000 como Zonas Especiales de Conservación, a las que se suma la ZEC denominada Montaña del Cepo. Por su parte, la superficie del parque nacional también está considerada Zona de Especial Protección para las Aves.
Agulo posee también el Monte de Utilidad Pública denominado Monte Hueco.

## Historia

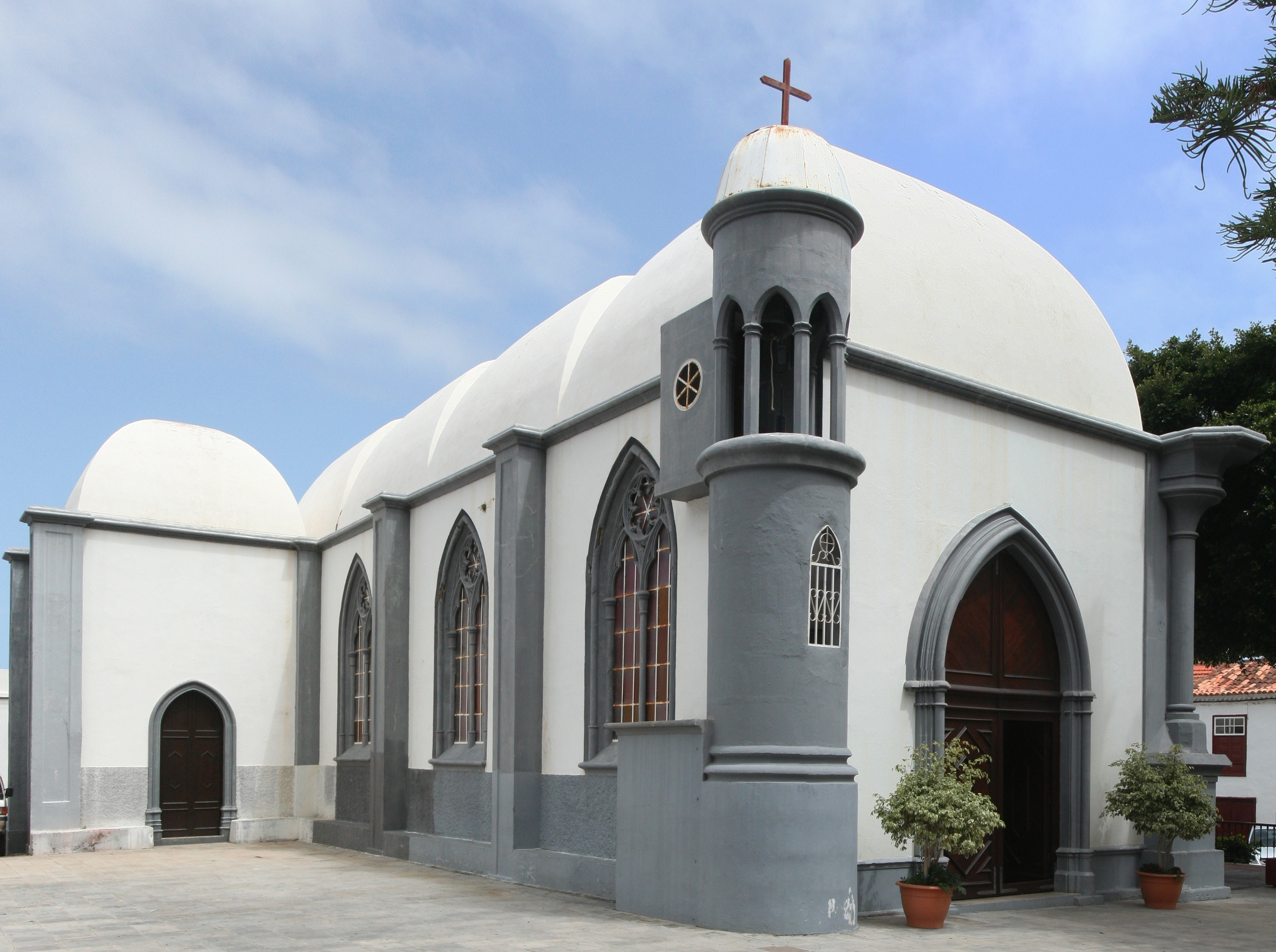
Iglesia de San Marcos Evangelista

Fue fundado el 27 de septiembre de 1607 por colonos en su mayoría procedentes de la isla de Tenerife. Sin embargo este primer intento de poblamiento fracasó a los pocos años, abandonando los dueños las tierras dadas para el cultivo. No fue hasta unos años después, en 1620, cuando se inició el definitivo asentamiento de población en el lugar. Lo que hoy abarca el término municipal, estuvo bajo la jurisdicción de Hermigua hasta 1739, fecha en que se constituye el Ayuntamiento y se crea la parroquia de San Marcos; en 1768 el pueblo ya contaba con 625 habitantes.
Gracias al cultivo del plátano, en las primeras décadas del siglo xx el municipio experimenta cierto auge económico.
La sociedad de Agulo fue históricamente una sociedad dividida en dos sectores: por un lado estaban los agricultores y obreros, y por el otro, una reducida élite.

## Demografía
Agulo cuenta con una población de 1108 habitantes (INE 2024).
| Gráfica de evolución demográfica de Agulo entre 1842 y 2021                                                         |
| |
| Población de derecho según los censos de población del INE Población de hecho según los censos de población del INE |

| Entidad singular | Habitantes |
| ---------------- | ---------- |
| Agulo            | 645        |
| Cruz de Tierno   | 56         |
| Juego de Bolas   | 30         |
| Lepe             | 17         |
| Mériga           | 29         |
| Pajar de Bento   | 103        |
| La Palmita       | 47         |
| Piedra Gorda     | 13         |
| Las Rosas        | 58         |
| Serpa            | 39         |
| La Vega          | 63         |
| Total            | 1086       |

## Administración y política

### Gobierno municipal
Actualmente el municipio está gobernado por Agrupación Socialista Gomera, con Rosa Chinea a la cabeza desde 2015.
El Ayuntamiento está conformado por 9 concejales. En la siguiente tabla se muestran los resultados electorales desde 2007 hasta 2023.
| Partido político | Partido político                         | 2007   | 2011   | 2015   | 2019   | 2023   |
| Partido político | Partido político                         | Ediles | Ediles | Ediles | Ediles | Ediles |
|                  | Agrupación Socialista Gomera (ASG)       | —      | —      | 6      | 8      | 7      |
|                  | Partido Socialista Obrero Español (PSOE) | 7      | 6      | 2      | 1      | —      |
|                  | Coalición Canaria (CC)                   | 2      | 3      | 1      | 0      | 2      |
|                  | Partido Popular (PP)                     | 0      | 0      | 0      | 0      | —      |
|                  | Centro Canario Nacionalista (CCN)        | 0      | —      | —      | —      | —      |

#### Evolución de la deuda viva municipal
El concepto de deuda viva contempla sólo las deudas con cajas y bancos relativas a créditos financieros, valores de renta fija y préstamos o créditos transferidos a terceros, excluyéndose, por tanto, la deuda comercial. La deuda viva municipal por habitante en 2021 ascendía a 0,0 €.
| Gráfica de evolución de la deuda viva del Ayuntamiento entre 2008 y 2024                        |
|                                                                                                 |
| Deuda viva del Ayuntamiento de Agulo, en miles de euros, según datos del Ministerio de Hacienda |

## Patrimonio
En el municipio se encuentra el Centro de Visitantes de Juego de Bolas, donde se ofrece información acerca del Parque nacional de Garajonay. Otros lugares de interés son el Mirador de Roque Blanco, la iglesia de San Marcos y la iglesia en honor a Santa Rosa de Lima

## Cultura

### Fiestas
Las festividades que se celebran en el municipio son:
- San Marcos Evangelista, patrón del municipio, entre los días 24 y 25 de abril.
- Nuestra Señora de la Merced, patrona del municipio, a finales del mes de septiembre en el casco de Agulo.
- San Isidro labrador, el segundo fin de semana de mayo en el barrio de La Palmita.
- Santa Rosa de Lima, el fin de semana después del 15 de agosto en el singular barrio de Las Rosas.